# Enemy (canción de Fozzy)
«Enemy» es una canción de la banda estadounidense Fozzy incluida en su álbum "All That Remains".
La canción habla sobre una relación mal llevada y que los dos involucrados se vuelven "Enemigos".
La canción es uno de los más famosos sencillos de Fozzy, fue usada por la WWE en su PPV No Way Out 2005 y por la TNA para su evento Bound for Glory (2006).

## Video
El video muestra escenas intercaladas de la banda tocando a lo alto de un edificio, mientras que otra muestra a una persona en silla de ruedas sin una pierna(inválido). Al principio se ve entrar al discapacitado, cuando intenta subir al ascensor, este está fuera de servicio, a lo que el inválido opta por subir en las largas escaleras con sólo sus manos. Por cada piso se intercalan escenas de una chica besando a otro hombre, así como una niña refugiada en el abrigo de su padre y una sesión de fotos a la misma chica, dando a entender las malas relaciones que este vivió. Al llegar a la azotea, se puede mostrar a la banda tocando mientras él gatea solamente apoyándose con la fuerza de sus manos. Al final este llega a la orilla del edificio, y decide acabar con su vida, acompañado de un solo de Rich Ward al final del video.
https://web.archive.org/web/20160304201628/http://img15.nnm.ru/0/5/a/c/8/6623a5b3b478edf54081e02648a.jpg

## En vivo
A pesar del éxito del tema, solo ha sido tocada en pocas veces.
- Ha sido Interpretada en el CD en vivo Remains Alive.
- Actualmente es interpretado en su gira por América del Norte y el continente Europeo, Normalmente
la usan para cerrar